# Versailleux
Versailleux är en kommun i departementet Ain i regionen Auvergne-Rhône-Alpes i östra Frankrike. Kommunen ligger  i kantonen Chalamont som ligger i arrondissementet Bourg-en-Bresse. Kommunens areal är 18,77 km². År 2022 hade Versailleux 500 invånare.

## Befolkningsutveckling
Antalet invånare i kommunen Versailleux
Referens: INSEE